# Борсетка
Барсе́тка или борсе́тка (от итал. borsetta «сумочка» или фр. boursette «кошелёчек») — небольшая мужская сумка из кожи или кожезаменителя, носимая в руках или через плечо, в которую обычно помещаются документы, деньги, ключи, визитные и кредитные карточки, мобильный телефон и прочие мелкие предметы.
Барсетки, типично итальянского дизайна и турецкого производства, стали популярными в России в начале 1990-х годов. Барсетки часто становились предметом краж как из-за ценного содержимого, так и из-за популярности как аксессуара. Распространена ассоциация барсеток с безвкусицей и «новорусским стилем» начала 1990-х годов.